# 莱茵共和国
萊茵共和國（德語：Rheinische Republik）是一個戰間期德國萊茵蘭短暫存在的國家，它於1923年10月在法國和比利時的軍隊佔領魯爾期間（1923 年1月-1925年）在亞琛宣布成立，並作為保護國隸屬於法國。它劃分為三個區域，分別命名為北區、南區和魯爾區。這些地區的首府分別是亞琛、科布倫茨和埃森。

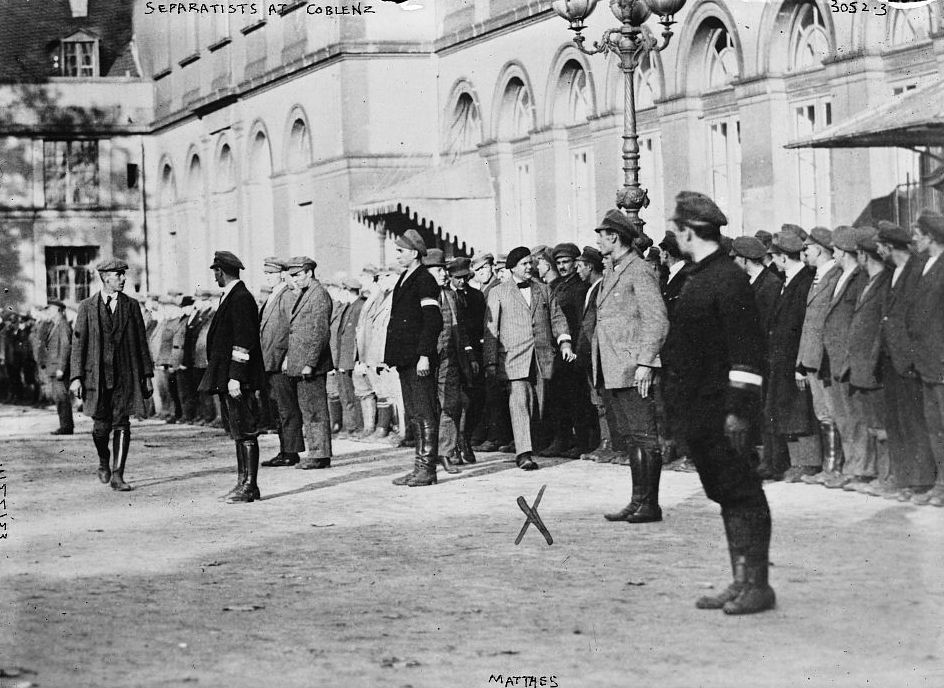
萊茵共和國領導人約瑟夫·弗里德里希·馬特斯在科布倫茨，1923年11月22日